# Понте-ду-Рол
По́нте-ду-Рол (порт. Ponte do Rol) — район (фрегезия) в Португалии, входит в округ Лиссабон. Является составной частью муниципалитета Торриш-Ведраш. По старому административному делению входил в провинцию Эштремадура. Входит в экономико-статистический субрегион Оэште, который входит в Центральный регион. Население составляет 2081 человек на 2001 год. Занимает площадь 9,77 км².